# Rio Ji-Paraná
O rio Ji-Paraná é um curso de água que nasce no estado de Rondônia. É mais conhecido pela população local por rio Machado, nome que curiosamente é também usado para designar outro rio do estado de Minas Gerais. Pertencente à bacia Amazônica, o rio Ji-Paraná desagua no rio Madeira.

## Geografia
O rio de Ji-Paraná é um curso de água de águas claras que nasce na chapada dos Parecis. É um dos principais rios do estado de Rondônia —o mais longo por percurso exclusivo em seu território— e seu curso discurre sempre bem perto da fronteira oriental, primeiro com o estado de Mato Grosso e depois de Amazonas. O rio nasce ao norte da localidade de Vilhena (68.405 hab. em 2008), bem perto da fonte do rio Roosevelt. Corre em direcção noroeste, formando em seu curso alto o limite sudoeste do Parque Indígena Aripuanã, onde nasce o rio Aripuanã. Depois recebe pela esquerda o rio Comemoração e a seguir banha as localidades de Barão de Melgaço e Pimenta Bueno. Aqui recebe pela esquerda o rio Apediá e cruza a rodovia Cuiabá-Porto Velho, BR-364. O rio discurre durante bastante tempo, mais de 150 km, paralelo pela direita à rodovia, seguindo em direção noroeste. Cruza Cacoal, e depois recebe, sempre pela esquerda, os rios São Pedro, Palha, Novo Mundo e ao rio Urupá, seu mais importante afluente, justo à entrada da cidade de Ji-Paraná, a segunda cidade mais populosa do estado de Rondônia (o município conta 128.000 habitantes hab. atualmente).
Aqui o rio deixa a rodovía e segue em direção ao norte, uma região com muitas cachoeiras (zonas de cascatas e rápidos), como Nazaré, Primeiró do Março, Abelhas e Idaliria, justo após receber novamente pela esquerda outro de seus mais importantes afluentes, o rio Jaru. Segue em seu curso baixo sendo um rio muito acidentado, bordeando pelo oeste a reserva Biológica de Jarú, uma zona na que seguem as cachoeiras. Gira em seu trecho final em direção noroeste, recebendo, sempre pela esquerda, os rios Machadinho, Juruazinho e Prêto, este último quase na desembocadura. Neste trecho passa bem perto da localidade de Tabajara e na desembocadura encontra-se Calama, em um trecho navegavel do rio Madeira, águas abaixo de Porto Velho.

## Bacia hidrográfica do rio Ji-Paraná
O rio Ji-Paraná ou Machado nasce e termina em solo rondoniense; suas nascentes estão localizadas na chapada dos Parecis, no planalto de Vilhena, onde nascem os rios Pimenta Bueno ou Apidiá (nome indígena) e Barão de Melgaço ou Comemoração de Floriano, que vão se juntar, à altura da cidade de Pimenta Bueno, para formar o maior rio rondoniense em extensão.
O rio Ji-Paraná ou Machado atravessa Rondônia no sentido sudeste-norte, indo desembocar no rio Madeira próximo a Vila de Calama

## Afluentes do rio Ji-Paraná
Margem esquerda
- Igarapé Marreta
- Igarapé Luiz de Albuquerque
- igarapé Jassuarana
- Rio São Pedro
- Rio Rolim de Moura ou Antônio João
- Rio Muqui ou Ricardo Franco
- Igarapé Primavera
- Igarapé Bandeira Preta
- Rio Urupá
- Rio Boa Vista
- Igarapé Toledo ou Jacaré
- Rio Juruá
- Rio Preto/Jacundá

Margem direita
- Riozinho
- Igarapé Pirara
- Igarapé Grande
- Igarapé Leitão
- Ribeirão Riachuelo
- Igarapé da Prainha
- Igarapé Nazaré
- Igarapé Lourdes
- Igarapé Jatuarana
- Igarapé Água Azul
- Igarapé Cajueiro
- Igarapé Tarumã
- Rio São João
- Igarapé Traíra
- Igarapé São Rafael

## Navegação
Apesar das mais de 50 cascatas ao longo de sua rota, em alguns trechos o rio é navegavel e serve como via de saída dos produtos procedentes das plantações da região. O rio Ji-Paraná ou Machado tem um sistema hidrográfico similar ao dos rios das regiões tropicais: no período de crescidas, de dezembro a maio, as zonas próximas às margens tendem a ser inundadas; durante a estação seca, entre junho e agosto, o volume do rio diminui, e pode-se inclusive caminhar em algumas partes sobre as pedras que afloran à superfície.